# Anthony Hamilton
För andra betydelser, se Anthony Hamilton (olika betydelser).
Anthony Hamilton, född 29 juni 1971 i Charlotte, North Carolina, är en amerikansk R&B-sångare. Han slog igenom 2003 med albumet Comin' from Where I'm From, vilket sålde platina.

## Diskografi
- 1996 – XTC
- 2003 – Comin' from Where I'm From
- 2005 – Soulife
- 2005 – Ain't Nobody Worryin'
- 2007 – Southern Comfort
- 2008 – Me
- 2011 – Back to Love